# Lista de vitórias da Alemanha na Fórmula 1
Relacionamos a seguir as vitórias obtidas pela Alemanha no mundial de Fórmula 1 num total de 179 até o campeonato de 2025.

## Resumo

### Do pioneirismo ao apogeu
Detentora de uma sólida indústria automobilística onde BMW e Mercedes-Benz passaram pela Fórmula 1 como equipes ou fornecedoras de motores, a Alemanha teve Paul Pietsch como o primeiro de seus cinquenta representantes na categoria ao buscar uma vaga no Grande Prêmio da Itália de 1950. Expoente de uma geração cuja carreira foi interrompida pela Segunda Guerra Mundial, ele competiu até 1952, foi um dos idealizadores da Auto, Motor und Sport e aposentou-se algum tempo antes da chegada do primeiro ídolo germânico, o barão Wolfgang von Trips, morto em um acidente durante o Grande Prêmio da Itália de 1961 no qual teria grandes chances de ser campeão mundial, título que ficaria nas mãos de Phil Hill, companheiro do alemão na Ferrari. A partir de então, os alemães tiveram atuações esparsas pela Fórmula 1 e até o início da década de 1990 houve apenas a vitória de Jochen Mass no trágico Grande Prêmio da Espanha de 1975.
O ponto de viragem aconteceu no Grande Prêmio da Bélgica em 25 de agosto de 1991 com a estreia de Michael Schumacher, piloto apoiado pela Mercedes-Benz na DTM. Correndo pela Jordan o piloto tomou o lugar de Roberto Pupo Moreno na Benetton e sob a orientação de figuras como Flavio Briatore e Ross Brawn o alemão foi companheiro de equipe de Nelson Piquet por um breve período e assumiu o posto de líder da equipe na temporada de 1992 deixando-a em 1995 após conseguir dois títulos de pilotos, um de construtores e 19 vitórias para correr na Ferrari. Correndo pela equipe de Maranello o alemão acumulou 91 vitórias e sete títulos mundiais pulverizando a maioria dos recordes da Fórmula 1 numa coleção estatística que fez dele o maior piloto da história antes de se aposentar no Brasil em 2006. Seu período nas pistas foi tão impactante que, se fosse um país, Michael Schumacher perderia apenas para o Reino Unido e o Brasil em total de vitórias deixando a Alemanha em sétimo lugar e graças à vitória do multirrecordista no Grande Prêmio da Espanha de 2004 o seu país superou os brasileiros ao somar oitenta e sete troféus e tomou a vice-liderança do ranking. Em 2010 o heptacampeão retornou às pistas pela Mercedes e obteve o terceiro lugar no Grande Prêmio da Europa de 2012 como o seu melhor resultado.
Em 2013, o tetracampeão Sebastian Vettel estabeleceu a marca de nove vitórias consecutivas de um mesmo piloto na Fórmula 1 ao triunfar no Brasil em 2013 derrubando uma marca de Alberto Ascari vigente desde o Grande Prêmio da Argentina de 1953.
Em 2016 os alemães conquistaram seu décimo segundo título na categoria com o segundo lugar de Nico Rosberg em Abu Dhabi e a despeito de ter igualado o feito de seu pai, Keke Rosberg, em 1982, e de ser o primeiro germânico campeão de Fórmula 1 pela Mercedes, anunciou sua aposentadoria cinco dias após vencer o campeonato.

### Desempenho em casa
Os irmãos Michael Schumacher e Ralf Schumacher conseguiram ao todo onze vitórias em seu país numa época em que havia o Grande Prêmio da Alemanha em Hockenheim e o Grande Prêmio da Europa em Nürburgring enquanto Sebastian Vettel venceu o Grande Prêmio da Alemanha de 2013 e Nico Rosberg venceu o Grande Prêmio da Alemanha de 2014.

## Vitórias alemãs por ano
Em contagem atualizada até 2024, a Alemanha está há cinco anos sem vencer na Fórmula 1 perfazendo, 113 corridas.
- Ano de 1961

| Grande Prêmio | Circuito  | Data da corrida | Vencedor           | Carro   | Motor   | Referências |
| ------------- | --------- | --------------- | ------------------ | ------- | ------- | ----------- |
| Países Baixos | Zandvoort | 22 de maio      | Wolfgang von Trips | Ferrari | Ferrari | [ 15 ]      |
| Grã-Bretanha  | Aintree   | 15 de julho     | Wolfgang von Trips | Ferrari | Ferrari | [ 15 ]      |

- Ano de 1975

| Grande Prêmio | Circuito  | Data da corrida | Vencedor    | Carro   | Motor | Referências |
| ------------- | --------- | --------------- | ----------- | ------- | ----- | ----------- |
| Espanha       | Barcelona | 27 de abril     | Jochen Mass | McLaren | Ford  | [ 16 ]      |

- Ano de 1992

| Grande Prêmio | Circuito          | Data da corrida | Vencedor           | Carro    | Motor | Referências |
| ------------- | ----------------- | --------------- | ------------------ | -------- | ----- | ----------- |
| Bélgica       | Spa-Francorchamps | 30 de agosto    | Michael Schumacher | Benetton | Ford  | [ 17 ]      |

- Ano de 1993

| Grande Prêmio | Circuito | Data da corrida | Vencedor           | Carro    | Motor | Referências |
| ------------- | -------- | --------------- | ------------------ | -------- | ----- | ----------- |
| Portugal      | Estoril  | 26 de setembro  | Michael Schumacher | Benetton | Ford  | [ 18 ]      |

- Ano de 1994

| Grande Prêmio | Circuito    | Data da corrida | Vencedor           | Carro    | Motor | Referências |
| ------------- | ----------- | --------------- | ------------------ | -------- | ----- | ----------- |
| Brasil        | Interlagos  | 27 de março     | Michael Schumacher | Benetton | Ford  | [ 19 ]      |
| Pacífico      | Okayama     | 17 de abril     | Michael Schumacher | Benetton | Ford  | [ 20 ]      |
| San Marino    | Imola       | 1º de maio      | Michael Schumacher | Benetton | Ford  | [ 21 ]      |
| Mônaco        | Montecarlo  | 15 de maio      | Michael Schumacher | Benetton | Ford  | [ 22 ]      |
| Canadá        | Montreal    | 12 de junho     | Michael Schumacher | Benetton | Ford  | [ 23 ]      |
| França        | Magny-Cours | 3 de julho      | Michael Schumacher | Benetton | Ford  | [ 24 ]      |
| Hungria       | Hungaroring | 14 de agosto    | Michael Schumacher | Benetton | Ford  | [ 25 ]      |
| Europa        | Jerez       | 16 de outubro   | Michael Schumacher | Benetton | Ford  | [ 26 ]      |

- Ano de 1995

| Grande Prêmio | Circuito          | Data da corrida | Vencedor           | Carro    | Motor   | Referências |
| ------------- | ----------------- | --------------- | ------------------ | -------- | ------- | ----------- |
| Brasil        | Interlagos        | 26 de março     | Michael Schumacher | Benetton | Renault | [ 27 ]      |
| Espanha       | Barcelona         | 14 de maio      | Michael Schumacher | Benetton | Renault | [ 28 ]      |
| Mônaco        | Montecarlo        | 28 de maio      | Michael Schumacher | Benetton | Renault | [ 29 ]      |
| França        | Magny-Cours       | 2 de julho      | Michael Schumacher | Benetton | Renault | [ 30 ]      |
| Alemanha      | Hockenheim        | 30 de julho     | Michael Schumacher | Benetton | Renault | [ 31 ]      |
| Bélgica       | Spa-Francorchamps | 27 de agosto    | Michael Schumacher | Benetton | Renault | [ 32 ]      |
| Europa        | Nürburgring       | 1º de outubro   | Michael Schumacher | Benetton | Renault | [ 33 ]      |
| Pacífico      | Okayama           | 22 de outubro   | Michael Schumacher | Benetton | Renault | [ 34 ]      |
| Japão         | Suzuka            | 29 de outubro   | Michael Schumacher | Benetton | Renault | [ 35 ]      |

- Ano de 1996

| Grande Prêmio | Circuito          | Data da corrida | Vencedor           | Carro   | Motor   | Referências |
| ------------- | ----------------- | --------------- | ------------------ | ------- | ------- | ----------- |
| Espanha       | Barcelona         | 2 de junho      | Michael Schumacher | Ferrari | Ferrari | [ 36 ]      |
| Bélgica       | Spa-Francorchamps | 25 de agosto    | Michael Schumacher | Ferrari | Ferrari | [ 32 ]      |
| Itália        | Monza             | 8 de setembro   | Michael Schumacher | Ferrari | Ferrari | [ 37 ]      |

- Ano de 1997

| Grande Prêmio | Circuito          | Data da corrida | Vencedor              | Carro    | Motor   | Referências |
| ------------- | ----------------- | --------------- | --------------------- | -------- | ------- | ----------- |
| San Marino    | Imola             | 27 de abril     | Heinz-Harald Frentzen | Williams | Renault | [ 38 ]      |
| Mônaco        | Montecarlo        | 11 de maio      | Michael Schumacher    | Ferrari  | Ferrari | [ 39 ]      |
| Canadá        | Montreal          | 15 de junho     | Michael Schumacher    | Ferrari  | Ferrari | [ 40 ]      |
| França        | Magny-Cours       | 29 de junho     | Michael Schumacher    | Ferrari  | Ferrari | [ 41 ]      |
| Bélgica       | Spa-Francorchamps | 24 de agosto    | Michael Schumacher    | Ferrari  | Ferrari | [ 32 ]      |
| Japão         | Suzuka            | 12 de outubro   | Michael Schumacher    | Ferrari  | Ferrari | [ 42 ]      |

- Ano de 1998

| Grande Prêmio | Circuito     | Data da corrida | Vencedor           | Carro   | Motor   | Referências |
| ------------- | ------------ | --------------- | ------------------ | ------- | ------- | ----------- |
| Argentina     | Buenos Aires | 12 de abril     | Michael Schumacher | Ferrari | Ferrari | [ 43 ]      |
| Canadá        | Montreal     | 7 de junho      | Michael Schumacher | Ferrari | Ferrari | [ 44 ]      |
| França        | Magny-Cours  | 28 de junho     | Michael Schumacher | Ferrari | Ferrari | [ 45 ]      |
| Grã-Bretanha  | Silverstone  | 12 de julho     | Michael Schumacher | Ferrari | Ferrari | [ 46 ]      |
| Hungria       | Hungaroring  | 16 de agosto    | Michael Schumacher | Ferrari | Ferrari | [ 47 ]      |
| Itália        | Monza        | 13 de setembro  | Michael Schumacher | Ferrari | Ferrari | [ 48 ]      |

- Ano de 1999

| Grande Prêmio | Circuito    | Data da corrida | Vencedor              | Carro   | Motor       | Referências |
| ------------- | ----------- | --------------- | --------------------- | ------- | ----------- | ----------- |
| San Marino    | Imola       | 2 de maio       | Michael Schumacher    | Ferrari | Ferrari     | [ 49 ]      |
| Mônaco        | Montecarlo  | 16 de maio      | Michael Schumacher    | Ferrari | Ferrari     | [ 50 ]      |
| França        | Magny-Cours | 27 de junho     | Heinz-Harald Frentzen | Jordan  | Mugen/Honda | [ 51 ]      |
| Itália        | Monza       | 12 de setembro  | Heinz-Harald Frentzen | Jordan  | Mugen/Honda | [ 52 ]      |

- Ano de 2000

| Grande Prêmio | Circuito     | Data da corrida | Vencedor           | Carro   | Motor   | Referências   |
| ------------- | ------------ | --------------- | ------------------ | ------- | ------- | ------------- |
| Austrália     | Melbourne    | 12 de março     | Michael Schumacher | Ferrari | Ferrari | [ 53 ]        |
| Brasil        | Interlagos   | 26 de março     | Michael Schumacher | Ferrari | Ferrari | [ 54 ]        |
| San Marino    | Imola        | 9 de abril      | Michael Schumacher | Ferrari | Ferrari | [ 55 ]        |
| Europa        | Nürburgring  | 21 de maio      | Michael Schumacher | Ferrari | Ferrari | [ 56 ]        |
| Canadá        | Montreal     | 18 de junho     | Michael Schumacher | Ferrari | Ferrari | [ 57 ]        |
| Itália        | Monza        | 10 de setembro  | Michael Schumacher | Ferrari | Ferrari | [ 58 ]        |
| EUA           | Indianápolis | 24 de setembro  | Michael Schumacher | Ferrari | Ferrari | [ 59 ]        |
| Japão         | Suzuka       | 8 de outubro    | Michael Schumacher | Ferrari | Ferrari | [ 60 ] [ 61 ] |
| Malásia       | Sepang       | 22 de outubro   | Michael Schumacher | Ferrari | Ferrari | [ 62 ]        |

- Ano de 2001

| Grande Prêmio | Circuito          | Data da corrida | Vencedor           | Carro    | Motor   | Referências |
| ------------- | ----------------- | --------------- | ------------------ | -------- | ------- | ----------- |
| Austrália     | Melbourne         | 4 de março      | Michael Schumacher | Ferrari  | Ferrari | [ 63 ]      |
| Malásia       | Sepang            | 18 de março     | Michael Schumacher | Ferrari  | Ferrari | [ 64 ]      |
| San Marino    | Imola             | 15 de abril     | Ralf Schumacher    | Williams | BMW     | [ 65 ]      |
| Espanha       | Barcelona         | 29 de abril     | Michael Schumacher | Ferrari  | Ferrari | [ 66 ]      |
| Mônaco        | Montecarlo        | 27 de maio      | Michael Schumacher | Ferrari  | Ferrari | [ 67 ]      |
| Canadá        | Montreal          | 10 de junho     | Ralf Schumacher    | Williams | BMW     | [ 65 ]      |
| Europa        | Nürburgring       | 24 de junho     | Michael Schumacher | Ferrari  | Ferrari | [ 68 ]      |
| França        | Magny-Cours       | 1º de julho     | Michael Schumacher | Ferrari  | Ferrari | [ 69 ]      |
| Alemanha      | Hockenheim        | 29 de julho     | Ralf Schumacher    | Williams | BMW     | [ 65 ]      |
| Hungria       | Hungaroring       | 19 de agosto    | Michael Schumacher | Ferrari  | Ferrari | [ 70 ]      |
| Bélgica       | Spa-Francorchamps | 2 de setembro   | Michael Schumacher | Ferrari  | Ferrari | [ 71 ]      |
| Japão         | Suzuka            | 14 de outubro   | Michael Schumacher | Ferrari  | Ferrari | [ 72 ]      |

- Ano de 2002

| Grande Prêmio | Circuito          | Data da corrida | Vencedor           | Carro    | Motor   | Referências |
| ------------- | ----------------- | --------------- | ------------------ | -------- | ------- | ----------- |
| Austrália     | Melbourne         | 3 de março      | Michael Schumacher | Ferrari  | Ferrari | [ 73 ]      |
| Malásia       | Sepang            | 17 de março     | Ralf Schumacher    | Williams | BMW     | [ 74 ]      |
| Brasil        | Interlagos        | 31 de março     | Michael Schumacher | Ferrari  | Ferrari | [ 73 ]      |
| San Marino    | Imola             | 14 de abril     | Michael Schumacher | Ferrari  | Ferrari | [ 73 ]      |
| Espanha       | Barcelona         | 28 de abril     | Michael Schumacher | Ferrari  | Ferrari | [ 73 ]      |
| Áustria       | Spielberg         | 12 de maio      | Michael Schumacher | Ferrari  | Ferrari | [ 73 ]      |
| Canadá        | Montreal          | 9 de junho      | Michael Schumacher | Ferrari  | Ferrari | [ 73 ]      |
| Grã-Bretanha  | Silverstone       | 7 de julho      | Michael Schumacher | Ferrari  | Ferrari | [ 73 ]      |
| França        | Magny-Cours       | 21 de julho     | Michael Schumacher | Ferrari  | Ferrari | [ 75 ]      |
| Alemanha      | Hockenheim        | 28 de julho     | Michael Schumacher | Ferrari  | Ferrari | [ 73 ]      |
| Bélgica       | Spa-Francorchamps | 1º de setembro  | Michael Schumacher | Ferrari  | Ferrari | [ 76 ]      |
| Japão         | Suzuka            | 13 de outubro   | Michael Schumacher | Ferrari  | Ferrari | [ 77 ]      |

- Ano de 2003

| Grande Prêmio | Circuito     | Data da corrida | Vencedor           | Carro    | Motor   | Referências |
| ------------- | ------------ | --------------- | ------------------ | -------- | ------- | ----------- |
| San Marino    | Imola        | 20 de abril     | Michael Schumacher | Ferrari  | Ferrari | [ 78 ]      |
| Espanha       | Barcelona    | 4 de maio       | Michael Schumacher | Ferrari  | Ferrari | [ 79 ]      |
| Áustria       | Spielberg    | 18 de maio      | Michael Schumacher | Ferrari  | Ferrari | [ 80 ]      |
| Canadá        | Montreal     | 15 de junho     | Michael Schumacher | Ferrari  | Ferrari | [ 81 ]      |
| Europa        | Nürburgring  | 29 de junho     | Ralf Schumacher    | Williams | BMW     | [ 65 ]      |
| França        | Magny-Cours  | 6 de julho      | Ralf Schumacher    | Williams | BMW     | [ 65 ]      |
| Itália        | Monza        | 14 de setembro  | Michael Schumacher | Ferrari  | Ferrari | [ 37 ]      |
| EUA           | Indianápolis | 28 de setembro  | Michael Schumacher | Ferrari  | Ferrari | [ 82 ]      |

- Ano de 2004

| Grande Prêmio | Circuito     | Data da corrida | Vencedor           | Carro   | Motor   | Referências |
| ------------- | ------------ | --------------- | ------------------ | ------- | ------- | ----------- |
| Austrália     | Melbourne    | 7 de março      | Michael Schumacher | Ferrari | Ferrari |             |
| Malásia       | Sepang       | 21 de março     | Michael Schumacher | Ferrari | Ferrari |             |
| Barein        | Sakhir       | 4 de abril      | Michael Schumacher | Ferrari | Ferrari | [ 83 ]      |
| San Marino    | Imola        | 25 de abril     | Michael Schumacher | Ferrari | Ferrari |             |
| Espanha       | Barcelona    | 9 de maio       | Michael Schumacher | Ferrari | Ferrari |             |
| Europa        | Nürburgring  | 30 de maio      | Michael Schumacher | Ferrari | Ferrari |             |
| Canadá        | Montreal     | 13 de junho     | Michael Schumacher | Ferrari | Ferrari |             |
| EUA           | Indianápolis | 20 de junho     | Michael Schumacher | Ferrari | Ferrari |             |
| França        | Magny-Cours  | 4 de julho      | Michael Schumacher | Ferrari | Ferrari | [ 84 ]      |
| Grã-Bretanha  | Silverstone  | 11 de julho     | Michael Schumacher | Ferrari | Ferrari |             |
| Alemanha      | Hockenheim   | 25 de julho     | Michael Schumacher | Ferrari | Ferrari |             |
| Hungria       | Hungaroring  | 15 de agosto    | Michael Schumacher | Ferrari | Ferrari |             |
| Japão         | Suzuka       | 10 de outubro   | Michael Schumacher | Ferrari | Ferrari |             |

- Ano de 2005

| Grande Prêmio | Circuito     | Data da corrida | Vencedor           | Carro   | Motor   | Referências |
| ------------- | ------------ | --------------- | ------------------ | ------- | ------- | ----------- |
| EUA           | Indianápolis | 19 de junho     | Michael Schumacher | Ferrari | Ferrari | [ 85 ]      |

- Ano de 2006

| Grande Prêmio | Circuito     | Data da corrida | Vencedor           | Carro   | Motor   | Referências |
| ------------- | ------------ | --------------- | ------------------ | ------- | ------- | ----------- |
| San Marino    | Imola        | 23 de abril     | Michael Schumacher | Ferrari | Ferrari |             |
| Europa        | Nürburgring  | 7 de maio       | Michael Schumacher | Ferrari | Ferrari |             |
| EUA           | Indianápolis | 2 de julho      | Michael Schumacher | Ferrari | Ferrari | [ 82 ]      |
| França        | Magny-Cours  | 16 de julho     | Michael Schumacher | Ferrari | Ferrari |             |
| Alemanha      | Hockenheim   | 30 de julho     | Michael Schumacher | Ferrari | Ferrari |             |
| Itália        | Monza        | 10 de setembro  | Michael Schumacher | Ferrari | Ferrari | [ 37 ]      |
| China         | Xangai       | 1º de outubro   | Michael Schumacher | Ferrari | Ferrari | [ 86 ]      |

- Ano de 2008

| Grande Prêmio | Circuito | Data da corrida | Vencedor         | Carro      | Motor   | Referências |
| ------------- | -------- | --------------- | ---------------- | ---------- | ------- | ----------- |
| Itália        | Monza    | 14 de setembro  | Sebastian Vettel | Toro Rosso | Ferrari | [ 87 ]      |

- Ano de 2009

| Grande Prêmio | Circuito    | Data da corrida | Vencedor         | Carro    | Motor   | Referências |
| ------------- | ----------- | --------------- | ---------------- | -------- | ------- | ----------- |
| China         | Xangai      | 19 de abril     | Sebastian Vettel | Red Bull | Renault | [ 88 ]      |
| Grã-Bretanha  | Silverstone | 21 de junho     | Sebastian Vettel | Red Bull | Renault | [ 89 ]      |
| Japão         | Suzuka      | 4 de outubro    | Sebastian Vettel | Red Bull | Renault | [ 90 ]      |
| Abu Dhabi     | Yas Marina  | 1º de novembro  | Sebastian Vettel | Red Bull | Renault | [ 91 ]      |

- Ano de 2010

| Grande Prêmio | Circuito   | Data da corrida | Vencedor         | Carro    | Motor   | Referências |
| ------------- | ---------- | --------------- | ---------------- | -------- | ------- | ----------- |
| Malásia       | Sepang     | 4 de abril      | Sebastian Vettel | Red Bull | Renault |             |
| Europa        | Valência   | 27 de junho     | Sebastian Vettel | Red Bull | Renault |             |
| Japão         | Suzuka     | 10 de outubro   | Sebastian Vettel | Red Bull | Renault |             |
| Brasil        | Interlagos | 7 de novembro   | Sebastian Vettel | Red Bull | Renault |             |
| Abu Dhabi     | Yas Marina | 14 de novembro  | Sebastian Vettel | Red Bull | Renault | [ 92 ]      |

- Ano de 2011

| Grande Prêmio | Circuito          | Data da corrida | Vencedor         | Carro    | Motor   | Referências |
| ------------- | ----------------- | --------------- | ---------------- | -------- | ------- | ----------- |
| Austrália     | Melbourne         | 27 de março     | Sebastian Vettel | Red Bull | Renault |             |
| Malásia       | Sepang            | 10 de abril     | Sebastian Vettel | Red Bull | Renault |             |
| Turquia       | Istambul          | 8 de maio       | Sebastian Vettel | Red Bull | Renault |             |
| Espanha       | Barcelona         | 22 de maio      | Sebastian Vettel | Red Bull | Renault |             |
| Mônaco        | Montecarlo        | 29 de maio      | Sebastian Vettel | Red Bull | Renault |             |
| Europa        | Valência          | 26 de junho     | Sebastian Vettel | Red Bull | Renault |             |
| Bélgica       | Spa-Francorchamps | 28 de agosto    | Sebastian Vettel | Red Bull | Renault |             |
| Itália        | Monza             | 11 de setembro  | Sebastian Vettel | Red Bull | Renault |             |
| Singapura     | Marina Bay        | 25 de setembro  | Sebastian Vettel | Red Bull | Renault |             |
| Coreia do Sul | Yeongam           | 16 de outubro   | Sebastian Vettel | Red Bull | Renault |             |
| Índia         | Greater Noida     | 30 de outubro   | Sebastian Vettel | Red Bull | Renault |             |

- Ano de 2012

| Grande Prêmio | Circuito      | Data da corrida | Vencedor         | Carro    | Motor    | Referências |
| ------------- | ------------- | --------------- | ---------------- | -------- | -------- | ----------- |
| China         | Xangai        | 15 de abril     | Nico Rosberg     | Mercedes | Mercedes |             |
| Barein        | Sakhir        | 22 de abril     | Sebastian Vettel | Red Bull | Renault  |             |
| Singapura     | Marina Bay    | 23 de setembro  | Sebastian Vettel | Red Bull | Renault  |             |
| Japão         | Suzuka        | 7 de outubro    | Sebastian Vettel | Red Bull | Renault  |             |
| Coreia do Sul | Yeongam       | 14 de outubro   | Sebastian Vettel | Red Bull | Renault  | [ 93 ]      |
| Índia         | Greater Noida | 28 de outubro   | Sebastian Vettel | Red Bull | Renault  |             |

- Ano de 2013

| Grande Prêmio | Circuito          | Data da corrida | Vencedor         | Carro    | Motor    | Referências |
| ------------- | ----------------- | --------------- | ---------------- | -------- | -------- | ----------- |
| Malásia       | Sepang            | 24 de março     | Sebastian Vettel | Red Bull | Renault  | [ 94 ]      |
| Barein        | Sakhir            | 21 de abril     | Sebastian Vettel | Red Bull | Renault  | [ 95 ]      |
| Mônaco        | Montecarlo        | 26 de maio      | Nico Rosberg     | Mercedes | Mercedes | [ 96 ]      |
| Canadá        | Montreal          | 9 de junho      | Sebastian Vettel | Red Bull | Renault  | [ 97 ]      |
| Reino Unido   | Silverstone       | 30 de junho     | Nico Rosberg     | Mercedes | Mercedes | [ 98 ]      |
| Alemanha      | Nürburgring       | 7 de julho      | Sebastian Vettel | Red Bull | Renault  | [ 99 ]      |
| Bélgica       | Spa-Francorchamps | 25 de agosto    | Sebastian Vettel | Red Bull | Renault  | [ 100 ]     |
| Itália        | Monza             | 8 de setembro   | Sebastian Vettel | Red Bull | Renault  | [ 101 ]     |
| Singapura     | Marina Bay        | 22 de setembro  | Sebastian Vettel | Red Bull | Renault  | [ 102 ]     |
| Coreia do Sul | Yeongam           | 6 de outubro    | Sebastian Vettel | Red Bull | Renault  | [ 103 ]     |
| Japão         | Suzuka            | 13 de outubro   | Sebastian Vettel | Red Bull | Renault  | [ 104 ]     |
| Índia         | Greater Noida     | 27 de outubro   | Sebastian Vettel | Red Bull | Renault  | [ 105 ]     |
| Abu Dhabi     | Yas Marina        | 3 de novembro   | Sebastian Vettel | Red Bull | Renault  | [ 106 ]     |
| EUA           | Austin            | 17 de novembro  | Sebastian Vettel | Red Bull | Renault  | [ 107 ]     |
| Brasil        | Interlagos        | 24 de novembro  | Sebastian Vettel | Red Bull | Renault  | [ 10 ]      |

- Ano de 2014

| Grande Prêmio | Circuito   | Data da corrida | Vencedor     | Carro    | Motor    | Referências |
| ------------- | ---------- | --------------- | ------------ | -------- | -------- | ----------- |
| Austrália     | Melbourne  | 16 de março     | Nico Rosberg | Mercedes | Mercedes | [ 108 ]     |
| Mônaco        | Montecarlo | 25 de maio      | Nico Rosberg | Mercedes | Mercedes | [ 109 ]     |
| Áustria       | Spielberg  | 22 de junho     | Nico Rosberg | Mercedes | Mercedes | [ 110 ]     |
| Alemanha      | Hockenheim | 20 de julho     | Nico Rosberg | Mercedes | Mercedes | [ 111 ]     |
| Brasil        | Interlagos | 9 de novembro   | Nico Rosberg | Mercedes | Mercedes | [ 112 ]     |

- Ano de 2015

| Grande Prêmio | Circuito         | Data da corrida | Vencedor         | Carro    | Motor    | Referências |
| ------------- | ---------------- | --------------- | ---------------- | -------- | -------- | ----------- |
| Malásia       | Sepang           | 29 de março     | Sebastian Vettel | Ferrari  | Ferrari  | [ 113 ]     |
| Espanha       | Barcelona        | 10 de maio      | Nico Rosberg     | Mercedes | Mercedes | [ 114 ]     |
| Mônaco        | Montecarlo       | 24 de maio      | Nico Rosberg     | Mercedes | Mercedes | [ 115 ]     |
| Áustria       | Spielberg        | 21 de junho     | Nico Rosberg     | Mercedes | Mercedes | [ 116 ]     |
| Hungria       | Hungaroring      | 26 de julho     | Sebastian Vettel | Ferrari  | Ferrari  | [ 117 ]     |
| Singapura     | Marina Bay       | 20 de setembro  | Sebastian Vettel | Ferrari  | Ferrari  | [ 118 ]     |
| México        | Cidade do México | 1º de novembro  | Nico Rosberg     | Mercedes | Mercedes | [ 119 ]     |
| Brasil        | Interlagos       | 15 de novembro  | Nico Rosberg     | Mercedes | Mercedes | [ 120 ]     |
| Abu Dhabi     | Yas Marina       | 29 de novembro  | Nico Rosberg     | Mercedes | Mercedes | [ 121 ]     |

- Ano de 2016

| Grande Prêmio | Circuito          | Data da corrida | Vencedor     | Carro    | Motor    | Referências |
| ------------- | ----------------- | --------------- | ------------ | -------- | -------- | ----------- |
| Austrália     | Melbourne         | 20 de março     | Nico Rosberg | Mercedes | Mercedes | [ 122 ]     |
| Barein        | Sakhir            | 3 de abril      | Nico Rosberg | Mercedes | Mercedes | [ 123 ]     |
| China         | Xangai            | 17 de abril     | Nico Rosberg | Mercedes | Mercedes | [ 124 ]     |
| Rússia        | Sochi             | 1º de maio      | Nico Rosberg | Mercedes | Mercedes | [ 125 ]     |
| Europa        | Baku              | 19 de junho     | Nico Rosberg | Mercedes | Mercedes | [ 126 ]     |
| Bélgica       | Spa-Francorchamps | 28 de agosto    | Nico Rosberg | Mercedes | Mercedes | [ 127 ]     |
| Itália        | Monza             | 4 de setembro   | Nico Rosberg | Mercedes | Mercedes | [ 128 ]     |
| Singapura     | Marina Bay        | 18 de setembro  | Nico Rosberg | Mercedes | Mercedes | [ 129 ]     |
| Japão         | Suzuka            | 9 de outubro    | Nico Rosberg | Mercedes | Mercedes | [ 130 ]     |

- Ano de 2017

| Grande Prêmio | Circuito    | Data da corrida | Vencedor         | Carro   | Motor   | Referências |
| ------------- | ----------- | --------------- | ---------------- | ------- | ------- | ----------- |
| Austrália     | Melbourne   | 26 de março     | Sebastian Vettel | Ferrari | Ferrari | [ 131 ]     |
| Barein        | Sakhir      | 16 de abril     | Sebastian Vettel | Ferrari | Ferrari | [ 132 ]     |
| Mônaco        | Montecarlo  | 28 de maio      | Sebastian Vettel | Ferrari | Ferrari | [ 133 ]     |
| Hungria       | Hungaroring | 30 de julho     | Sebastian Vettel | Ferrari | Ferrari | [ 134 ]     |
| Brasil        | Interlagos  | 12 de novembro  | Sebastian Vettel | Ferrari | Ferrari | [ 135 ]     |

- Ano de 2018

| Grande Prêmio | Circuito          | Data da corrida | Vencedor         | Carro   | Motor   | Referências |
| ------------- | ----------------- | --------------- | ---------------- | ------- | ------- | ----------- |
| Austrália     | Melbourne         | 25 de março     | Sebastian Vettel | Ferrari | Ferrari | [ 136 ]     |
| Barein        | Sakhir            | 8 de abril      | Sebastian Vettel | Ferrari | Ferrari | [ 137 ]     |
| Canadá        | Montreal          | 10 de junho     | Sebastian Vettel | Ferrari | Ferrari | [ 138 ]     |
| Grã-Bretanha  | Silverstone       | 8 de julho      | Sebastian Vettel | Ferrari | Ferrari | [ 139 ]     |
| Bélgica       | Spa-Francorchamps | 26 de agosto    | Sebastian Vettel | Ferrari | Ferrari | [ 140 ]     |

- Ano de 2019

| Grande Prêmio | Circuito   | Data da corrida | Vencedor         | Carro   | Motor   | Referências |
| ------------- | ---------- | --------------- | ---------------- | ------- | ------- | ----------- |
| Singapura     | Marina Bay | 22 de setembro  | Sebastian Vettel | Ferrari | Ferrari | [ 141 ]     |

## Vitórias por piloto
- M. Schumacher: 91
- Vettel: 53
- Rosberg: 23
- R. Schumacher: 6
- Frentzen: 3
- Von Trips: 2
- Mass: 1

## Vitórias por equipe
- Ferrari: 88
- Red Bull: 38
- Mercedes: 23
- Benetton: 19
- Williams: 7
- Jordan: 2
- McLaren: 1
- Toro Rosso: 1